# U7 (München)
U7 is een metrolijn, onderdeel van de metro van München, in de Duitse stad München.

## Stations
| Station                 | Overstappunt | Foto * | Type | Geopend         | Ligging                        | Wijk                    |
| ----------------------- | ------------ | ------ | ---- | --------------- | ------------------------------ | ----------------------- |
| Olympia-Einkaufszentrum |              | 420 !  |      | 31 oktober 2004 | 48° 10′ 56″ NB, 11° 31′ 48″ OL | Moosach                 |
| Georg-Brauchle-Ring     |              | 520 !  |      | 18 oktober 2003 | 48° 10′ 30″ NB, 11° 31′ 45″ OL | Moosach                 |
| Westfriedhof            |              | 530 !  |      | 23 mei 1998     | 48° 10′ 14″ NB, 11° 31′ 42″ OL | Moosach                 |
| Gern                    |              | 540 !  |      | 23 mei 1998     | 48° 09′ 46″ NB, 11° 31′ 45″ OL | Neuhausen               |
| Rotkreuzplatz           |              | 550 !  |      | 8 mei 1983      | 48° 09′ 10″ NB, 11° 32′ 3″ OL  | Neuhausen               |
| Maillingerstraße        |              | 560 !  |      | 8 mei 1983      | 48° 09′ 0″ NB, 11° 32′ 45″ OL  | Neuhausen               |
| Stiglmaierplatz         |              | 570 !  |      | 8 mei 1983      | 48° 08′ 51″ NB, 11° 33′ 33″ OL | Maxvorstadt             |
| Hauptbahnhof            |              | 760 !  |      | 18 oktober 1980 | 48° 08′ 25″ NB, 11° 33′ 40″ OL | Ludwigsvorstadt         |
| Fraunhoferstraße        |              | 1150 ! |      | 18 oktober 1980 | 48° 07′ 45″ NB, 11° 34′ 28″ OL | Isarvorstadt            |
| Kolumbusplatz           |              | 1160 ! |      | 18 oktober 1980 | 48° 07′ 11″ NB, 11° 34′ 35″ OL | Au                      |
| Silberhornstraße        |              | 1310 ! |      | 18 oktober 1980 | 48° 06′ 54″ NB, 11° 34′ 50″ OL | Obergiesing             |
| Untersbergstraße        |              | 1320 ! |      | 18 oktober 1980 | 48° 06′ 45″ NB, 11° 35′ 16″ OL | Obergiesing             |
| Giesing                 |              | 1330 ! |      | 18 oktober 1980 | 48° 06′ 39″ NB, 11° 35′ 44″ OL | Obergiesing Ramersdorf  |
| Karl-Preis-Platz        |              | 1340 ! |      | 18 oktober 1980 | 48° 07′ 6″ NB, 11° 36′ 33″ OL  | Ramersdorf              |
| Innsbrucker Ring        |              | 1350 ! |      | 18 oktober 1980 | 48° 07′ 14″ NB, 11° 37′ 8″ OL  | Berg am Laim Ramersdorf |
| Michaelibad             |              | 1360 ! |      | 18 oktober 1980 | 48° 07′ 7″ NB, 11° 37′ 54″ OL  | Berg am Laim Perlach    |
| Quiddestraße            |              | 1370 ! |      | 18 oktober 1980 | 48° 06′ 31″ NB, 11° 38′ 47″ OL | Perlach                 |
| Neuperlach Zentrum      |              | 1380 ! |      | 18 oktober 1980 | 48° 06′ 4″ NB, 11° 38′ 47″ OL  | Perlach                 |

* De sorteerwaarde van de foto is de ligging langs de lijn